# Горе пані Шнейдер
«Горе пані Шнейдер» — копродукційний мелодраматичний фільм, який був висунутий Албанією на здобуття премії «Оскар» у категорії «Найкращий фільм іноземною мовою», але не потрапив в остаточний список.

## Сюжет
Студент Празької академії виконавських мистецтв Леке разом з друзями чехом Артуром і словаком Карелом їде в містечко Ческі-Штернберк, щоб зняти дипломну роботу про мотоциклетний завод. Працюючи над фільмом, Леке вражає безтурботність чеської «золотої молоді». Від інженера парубок дізнається про політичних в'язнів, які постійно знаходяться в зоні підвищеної радіації, видобуваючи уран для СРСР.
Студенти повертаються в Прагу, щоб продовжити роботу над фільмом у лабораторії. Їм повідомляють, що албанці мають повернутися в свою країну. Леке знову їде в Ческі-Штернберк, де розривається між бажанням залишитися в Чехословаччині та любов'ю до своєї сім'ї.

## У ролях
| Актор           | Роль         |
| --------------- | ------------ |
| Нік Джелілай    | Леке         |
| Каміл Колларік  | Артур        |
| Ондрей Моравець | Карел        |
| Анна Гейслерова | пані Шнейдер |
| Томаш Топфер    | Піскачек     |
| Мікеле Плачідо  | Стернберг    |
| Арта Доброші    | Ема          |
| Паоло Бульони   | пан Шнейдер  |
| Віолета Мануші  | офіціантка   |

## Створення фільму

### Виробництво
Зйомки фільму проходили в Празі та Ческі-Штернберку, Чехія.

### Знімальна група
- Кінорежисери — Ено Мілкані, Піро Мілкані
- Сценаристи — Піро Мілкані, Радек Софр
- Кінопродюсери — Піро Мілкані, Яна Томсова
- Кінооператори — Міро Габор, Афрім Спахіу
- Композитор — Мілан Кимлічка
- Кіномонтаж — Ено Мілкані
- Артдиректор — Девід Бакса
- Художник з костюмів — Марта Остенова[3].

## Сприйняття
На сайті Internet Movie Database рейтинг стрічки 7,1/10 (98 голосів).